# Завади-Дворські (Маковський повіт)
Завади-Дворські (пол. Zawady Dworskie) — село в Польщі, у гміні Плоняви-Брамура Маковського повіту Мазовецького воєводства.
Населення — 205 осіб (2011).
У 1975-1998 роках село належало до Остроленцького воєводства.

## Демографія
Демографічна структура станом на 31 березня 2011 року:
|          | Загалом | Допрацездатний вік | Працездатний вік | Постпрацездатний вік |
| -------- | ------- | ------------------ | ---------------- | -------------------- |
| Чоловіки | 111     | 23                 | 77               | 11                   |
| Жінки    | 94      | 16                 | 51               | 27                   |
| Разом    | 205     | 39                 | 128              | 38                   |